# Instituto de Investigación Grantham sobre Cambio Climático y Medio Ambiente

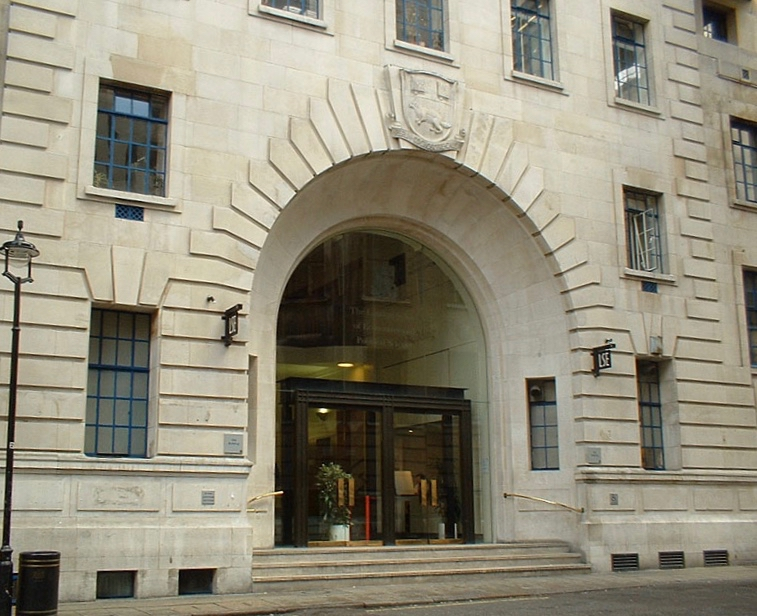
Edificio principal de la Escuela de Economía y Ciencia Política de Londres (LSE), en la que se fundó el Instituto de Investigación Grantham sobre Cambio Climático y Medio Ambiente.

El Instituto de Investigación Grantham sobre Cambio Climático y Medio Ambiente (GRICCE por sus siglas en inglés, como las de todas las instituciones que se mencionan a continuación) es un organismo de investigación, fundado en mayo de 2008, en la Escuela de Economía y Ciencia Política de Londres (LSE). El GRICCE es un socio del Instituto Grantham - Cambio Climático y Medio Ambiente (GICCE) en el Imperial College London y actúa como un organismo "paraguas" para las contribuciones generales del LSE a las investigaciones sobre el cambio de clima y su impacto en el medio ambiente. Además, el GRICCE supervisa las actividades del Centro para la Economía y la Política del Cambio Climático (CCCEP), una asociación entre la LSE y la Universidad de Leeds.
El GRICCE y el GICCE están patrocinados por la Fundación Grantham para la Protección del Medio Ambiente, establecida por Hannelore y Jeremy Grantham en 1997. Las inversiones conjuntas de aproximadamente 24 millones de libras esterlinas (£) se reconocen como una de las mayores contribuciones privadas a la investigación sobre el calentamiento mundial. Por su parte, el CCCEP es financiado independientemente por el Consejo de Investigación Económica y Social (ESRC), un organismo estatal del Reino Unido. 
El GRICCE está presidido por lord Nicholas Stern de Brentford, antiguo economista jefe del Banco Mundial y autor del ampliamente difundido Informe Stern. Bob Ward es el director de políticas y comunicaciones. 
El propósito del GRICCE es aumentar el conocimiento y la comprensión del calentamiento mundial y sus efectos sobre el medio ambiente; promover la toma de decisiones bien informadas; y educar y formar a las nuevas generaciones de investigadores a través de sus programas de pregrado y posgrado.
Las principales actividades de investigación del instituto se dividen en 5 áreas:
1. Estrategias de respuesta mundial
2. Crecimiento verde
3. Aspectos prácticos de la política climática
4. Adaptación al calentamiento global y desarrollo
5. Seguridad de los recursos

Las investigaciones del GRICCE se caracterizan por su naturaleza interdisciplinar: juntan a expertos internacionales en economía, finanzas, geografía, medio ambiente, desarrollo internacional y economía política. También el personal académico del instituto proviene de una amplia gama de disciplinas, como físicos, climatólogos, economistas, estadísticos, científicos políticos y otros científicos sociales.
En septiembre de 2015, el instituto albergó el taller "Iniciativa abierta de modelado energético".